# Spathomeles turritus
Spathomeles turritus es una especie de coleóptero de la familia Endomychidae.

## Distribución geográfica
Habita en Sarawak, Malaya y Borneo.